# Río Hurtado (gemeente)
Río Hurtado is een gemeente in de Chileense provincie Limarí in de regio Coquimbo. Río Hurtado telde 4.278 inwoners in 2017 en heeft een oppervlakte van 2117 km².